# Aristide Caillaud
Pour les articles homonymes, voir Caillaud.

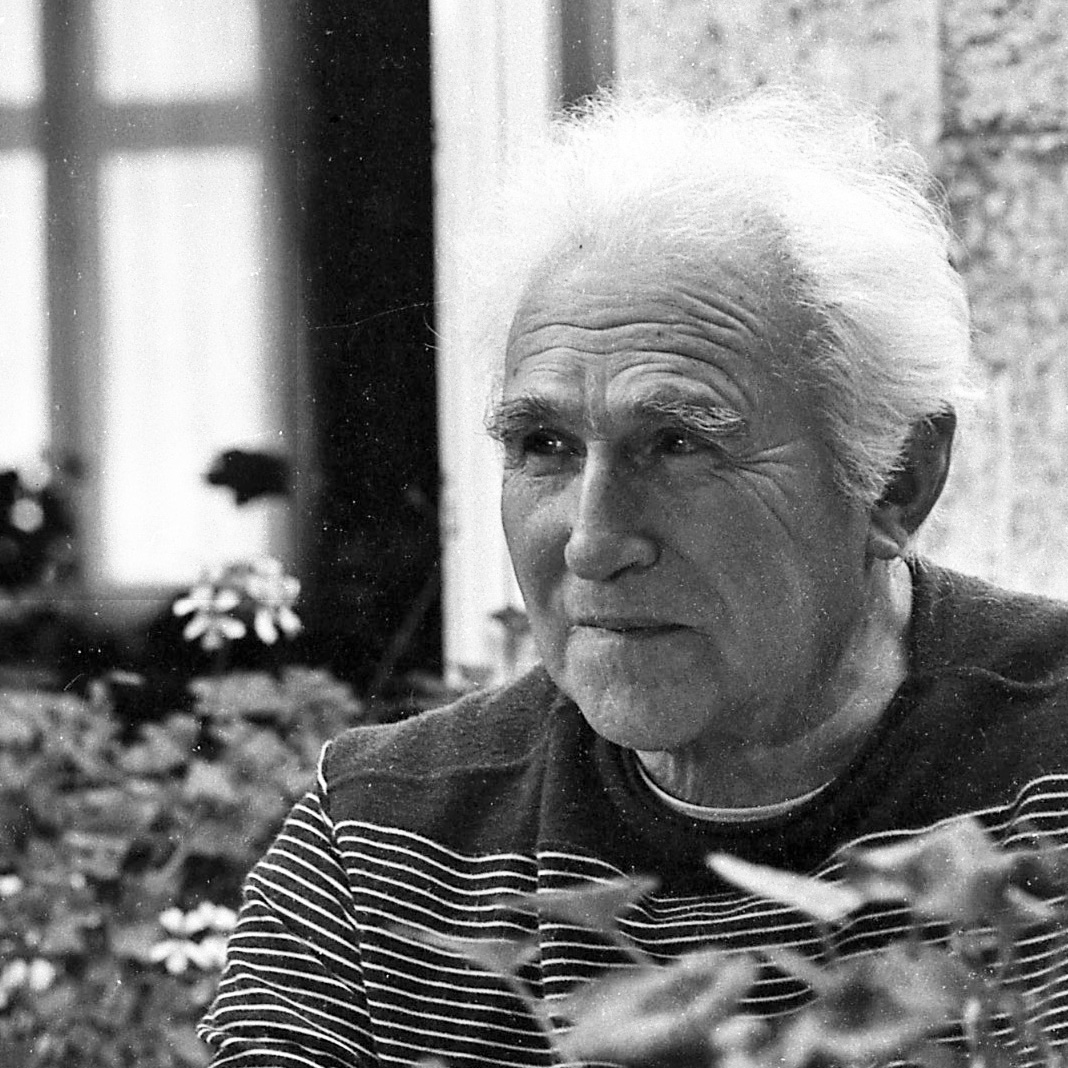

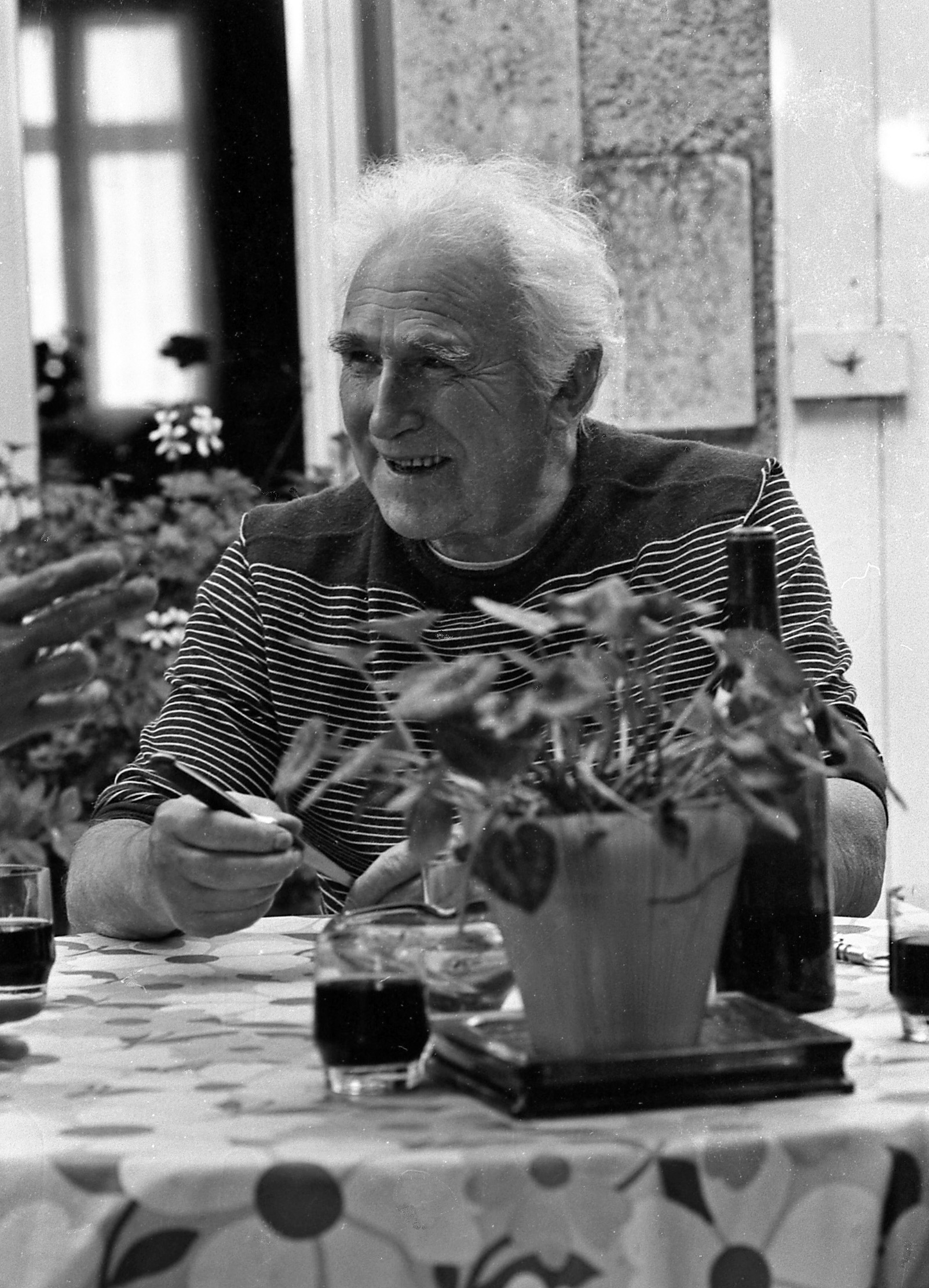
Aristide Caillaud recevant des amis dans son jardin

Aristide Caillaud, né le 28 janvier 1902 à Moulins (Deux-Sèvres) et mort le 26 septembre 1990, est un peintre français dont l'œuvre s'apparente à l'art brut et à l'art naïf.

## Biographie
Né à Mauléon (Moulins) (Deux-Sèvres) d'un père ouvrier de ferme et d'une mère qui tissait des mouchoirs à Cholet, Aristide Caillaud entre en 1914, avec le soutien de son oncle (prêtre), au collège de Châtillon-sur-Sèvre et effectue ses études secondaires à Montmorillon. Il s'intéresse alors à la musique ancienne et à l'architecture, et anime une troupe de théâtre de jeunes. Appelé à faire son service militaire à Paris, il suit une préparation à Saint-Maixent où il acquiert le grade d'officier.
En 1937 Aristide Caillaud s'installe à Paris. Pour subsister il exerce différents métiers, dans l'épicerie aux Batignolles, dans la charcuterie que tient sa femme à Asnières. Mobilisé en 1939 à La Roche-sur-Yon comme lieutenant d'un régiment de Tirailleurs tunisiens, sa formation, encerclée, se replie sur la forêt de Mormal puis est faite prisonnière à Haubourdin. Il est emmené en captivité dans un « oflag » situé à une quarantaine de kilomètres de Dresde. En compagnie de Max Ingrand, dont le lit se trouve, dans sa chambrée, au-dessus du sien, il réalise en 1941 ses premiers dessins et participe en 1944 à la décoration de la chapelle du camp.
Libéré mais malade, Caillaud recommence à peindre en 1946 et expose au Salon des artistes libérés. En 1949 il participe à l'exposition de l'« Art brut » de Dubuffet et Jean Paulhan l'invite au Pavillon de Gallimard. À partir de 1950 il réalise ses premières expositions personnelles dans les galeries parisiennes.
Une première exposition rétrospective de la peinture de Caillaud est organisée en 1964 à Paris à la galerie Beno d'Incelli, d'autres sont présentées en 1971 aux maisons de la culture de Bourges et de La Rochelle ainsi qu'aux musées de Nantes et de Saint-Étienne. En 1974 et 1975 ses peintures sont exposées en Allemagne, à Stuttgart, Mayence, Berlin, Francfort et Cologne. Deux nouvelles rétrospectives sont réalisées en 1976 au Musée d'art moderne de Paris et en 1978 au Musée Sainte-Croix de Poitiers.
Il meurt le 26 septembre 1990 à Jaunay-Marigny.
Après la mort du peintre, qui était retourné s'installer dans le Poitou à Jaunay-Clan, une exposition en quatre lieux est organisée à Niort en 2001.

## Jugements
- « Des candélabres de formes insolites s'érigent devant nous. Etrange flore à laquelle nous croyons comme à celle de nos jardins coutumiers. Et ces plantes inventées, les voici dans des palais de stalactites, parmi des roches elles aussi nouvellement créées. (…) Arbres que n'eût pas désavoués un William Blake, parmi des paysages où le regard peut se promener comme dans les campagnes ensemble inventées et scrupuleuses d'un Joachim Patenier. (…) Mais regardons mieux! Des corps, des visages se précisent, se dessinent, se dégagent. Animaux et hommes naissent d'un univers floral, végétal, minéral. Ne seraient-ils pas tous de la même substance? »

Max-Pol Fouchet, dans Aristide Caillaud, Maison de la culture de Bourges, Maison de la culture de La Rochelle, Musée des Beaux-Arts de Nantes et Musée d'art et d'industrie de Saint-Étienne, 1971.
- « Ces figures dans lesquelles des critiques pressés ont vu les preuves d'une peinture naïve sont les témoins les plus clairs d'une volonté d'abstraction, le contraire d'une maladresse, les formes d'un style. Mais ce n'est pas une abstraction géométrique. Comme dans la sculpture romane l'abstraction que l'on trouve ici j'aimerais la dire énergétique. »

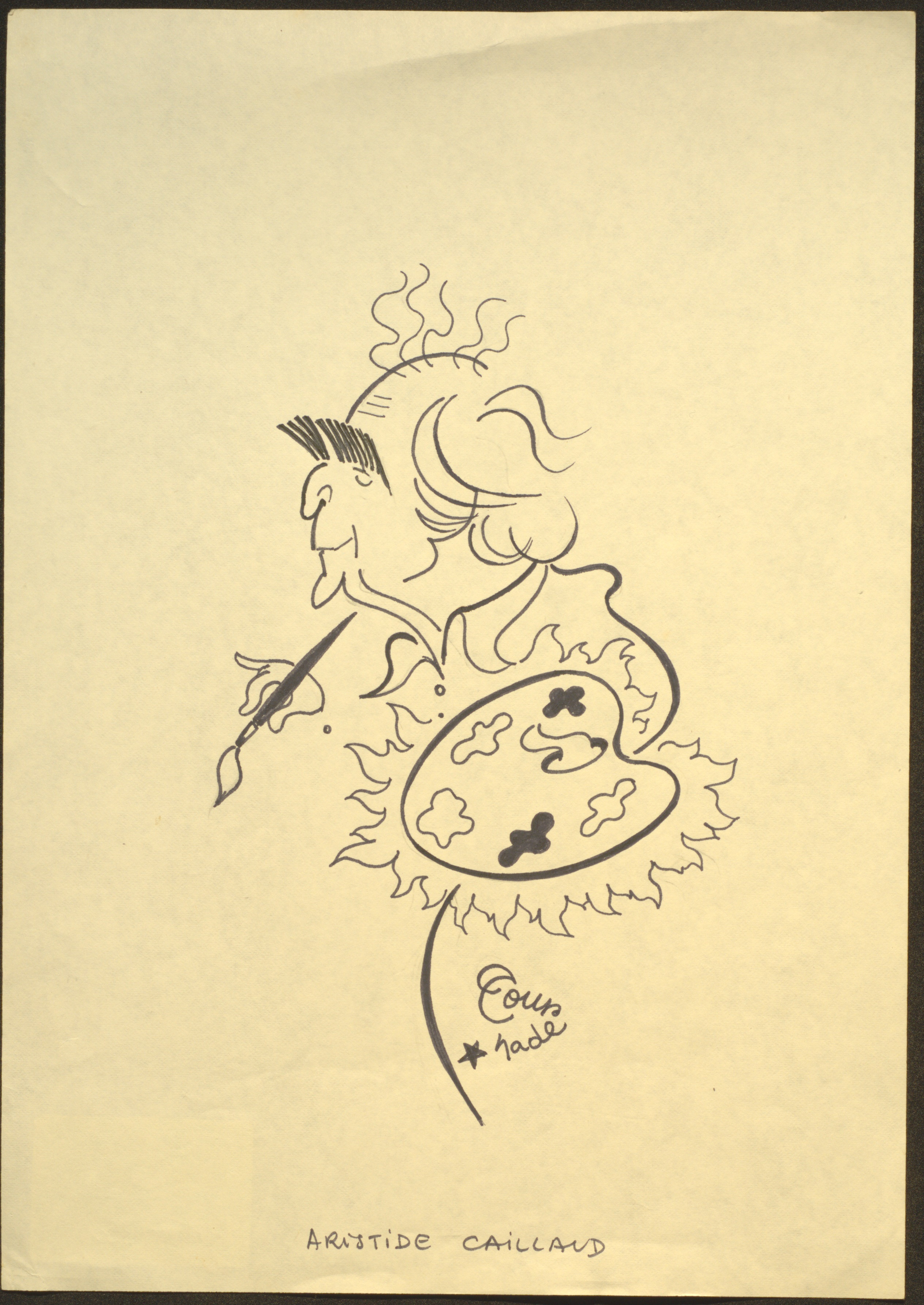
Caricature d'Aristide Caillaud par Maurice Tournade (Nouvelle-République du Centre-Ouest)

Jean Lescure, dans Aristide Caillaud, Maison de la culture de Bourges, Maison de la culture de La Rochelle, Musée des Beaux-Arts de Nantes et Musée d'art et d'industrie de Saint-Étienne, 1971.
- « Une peinture heureuse qu'inspirent les quatre éléments, les trois règnes. Passé, présent, futur s'y interceptent. (…) Le plissement d'une robe s'apparente à celui d'une roche. Plusieurs tableaux se rejoignent en un seul centré autour d'un personnage qui peut aussi bien être une vieille église villageoise. Tout demeure magistralement animé, vivant de chaque détail forcené, qui impose sa vérité. »

Jean Follain, dans Aristide Caillaud, Maison de la culture de Bourges, Maison de la culture de La Rochelle, Musée des Beaux-Arts de Nantes et Musée d'art et d'industrie de Saint-Étienne, 1971.
- « Les figures que peint Caillaud prennent dès aujourd'hui couleur (et donnent formes) au bestiaire à venir de nos songes. Dans la longue histoire du bleu et du rouge de la peinture française, les éclatants affrontements de ses bleus et de ses rouges ajoutent à notre regard (pourtant déjà richement armé par les œuvres de Fouquet, de Poussin, ou des Fauves) une acuité plus grande pour assister aux noces du ciel et de la terre. (…) Regardez à dix mètres un paysage, par exemple, de Caillaud. C'est une toile 'abstraite' comme on dit (mal), une composition de rouges et de bleus, de jaunes et de verts dont les taches s'organisent, s'articulent  (…) Approchez-vous : des figures naissent, ce sont des arbres, des rochers, des maisons. Approchez-vous encore : un petit animal paraît dans ce qui faisait figure de pierre, un visage dans les feuilles, etc. Or tout cela est même chose. »

Jean Lescure, Aristide Caillaud, Musée Sainte-Croix, Poitiers, 1978
- « Aristide Caillaud ne fait ni ne défait ni ne refait le monde : il le réinvente. Il édifie ingénument un univers parallèle au nôtre, qui lui ressemble quelquefois, qui en diffère le plus souvent et qui possède sa géographie, ses cadastres, ses habitants, ses habitués (…) Ici, il y a bien souvent convulsion des formes, éruption des couleurs mais une éruption salutaire, salvatrice sans laquelle le monde ne pourrait renaître ou rejaillir de nouveau. Par exemple, cette toile (…) qui évoque des formes d'animaux surgissant d'arbres, de feuillages et de nuages en gestation, voici un monde tourmenté, éclaté, un monde volcanique fait de scories chatoyantes (qui font penser à ces paysages minéraux saisis au microscope électronique et éclairés par polarisation). »

Jacques Lacarrière, Aristide Caillaud, galerie Vanuxem, Paris, 1984
- « (…) L'ensemble révèle avant tout un monde fermé sur lui-même et cohérent. Un monde mystique, ésotérique, assez 'allumé', caractérisé par les couleurs qui envahissent chaque œuvre, dont la surface est saturée. Tout y est 'archi peint', sans laisser libre le moindre centimètre carré. Un monde également dominé par la nature (…) On la retrouve dans toute son œuvre sous la forme de paysages enchantés, réels ou imaginaires (le plus souvent), avec champs, chemins, rochers, fleurs, forêts. Et surtout avec la figure de l'arbre (de vie), omniprésent. Elle lui permet de mettre en place ses compositions en arborescence, caractérisées par une imbrication et une autogénération de tous les éléments, aussi bien ceux de l'univers minéral que ceux de son important bestiaire. »

Henri François Debailleux, Le chaos selon Caillaud, dans « Libération », Paris, 23 août 2001
- « Si les traits sont réduits à l'essentiel, la matière et les couleurs façonnent l'expression : les éléments ordinaires, naturels sont transfigurés. Dans la composition les éléments et les surfaces se juxtaposent comme les pièces d'un puzzle, d'une mosaïque ou d'un vitrail. »

François Coulange, Aristide Caillaud, imagier atemporel, dans « La Gazette de Drouot », 14 septembre 2001.